# Zacisze (powiat wałecki)
Zacisze – osada w Polsce, położona w województwie zachodniopomorskim, w powiecie wałeckim, w gminie Mirosławiec. 
W latach 1975–1998 osiedle administracyjnie należało do województwa pilskiego.